# Elanus
Genre
Elanus est un genre d'oiseaux de proie de la famille des Accipitridae.

## Liste des espèces
D'après la classification de référence (version 14.1, 2024) de l'Union internationale des ornithologues, il y a 4 espèces du genre Elanus (ordre philogénique) :
- Elanus caeruleus (Desfontaines, 1789) – Élanion blanc ;
- Elanus axillaris (Latham, 1801) – Élanion d'Australie ;
- Elanus leucurus (Vieillot, 1818) – Élanion à queue blanche ;
- Elanus scriptus Gould, 1842 – Élanion lettré.

Ce sont des rapaces blancs et gris, vivant dans de grandes étendues, avec des marques noires sur la racine des ailes et une courte queue carrée. Ils chassent en planant lentement au-dessus des nids de rongeurs, d'autres petits mammifères, d'oiseaux ou d'insectes. Parfois ils chassent en plongeant comme les crécerelles.